# Monaco-Paris
Monaco-Paris est une ancienne course cycliste par étapes disputée qu'une seule fois, en 1946. Elle est organisée en remplacement du Tour de France dont, pour raison de difficultés de ravitaillement, la mise sur pied fut interdite. Appelée aussi Course du tour de France ou Petit tour de France en raison de ses ressemblances avec le Tour, notamment en termes d'organisation en équipes nationales et régionales. La course, organisée par Le Parisien libéré, fut disputée en cinq étapes du 23 au 28 juillet.

## Palmarès
| Jour       | Étapes                    | Distance | Vainqueur          | 2e                        | 3e                     |
| 23 juillet | 1. Monaco-Digne           | 185 km   | Aldo Baito (ITA)   | René Vietto (FRA)         | Pierre Molinéris (FRA) |
| 24 juillet | 2. Digne-Briançon         | 219 km   | René Vietto (FRA)  | Salvatore Crippa (ITA)    | Aldo Baito (ITA)       |
| 25 juillet | 3. Briançon-Aix-les-Bains | 263 km   | Jean Robic (FRA)   | Lucien Teisseire (FRA)    | Pierre Brambilla (ITA) |
| 27 juillet | 4. Aix-les-Bains-Dijon    | 294 km   | Adolfo Leoni (ITA) | Albert van Schendel (NED) | Albert Bourlon (FRA)   |
| 28 juillet | 5. Dijon-Paris            | 354 km   | Adolfo Leoni (ITA) | André Brulé (FRA)         | Émile Baffert (FRA)    |

## Classement général final
| Classement général final |
| --- |
| \| 1. Apo Lazaridès (FRA) \| \| 2. René Vietto (FRA) \| \| 3. Jean Robic (FRA) \| \| 4. Lucien Teisseire (FRA) \| \| 5. Émile Rol (FRA) \| \| 6. Aldo Baito (ITA) \| \| 7. Pierre Brambilla (ITA) \| \| 8. Diego Marabelli (ITA) \| \| 9. Salvatore Crippa (ITA) \| \| 10. Auguste Mallet (FRA) \| |
| 1. Apo Lazaridès (FRA) |
| 2. René Vietto (FRA) |
| 3. Jean Robic (FRA) |
| 4. Lucien Teisseire (FRA) |
| 5. Émile Rol (FRA) |
| 6. Aldo Baito (ITA) |
| 7. Pierre Brambilla (ITA) |
| 8. Diego Marabelli (ITA) |
| 9. Salvatore Crippa (ITA) |
| 10. Auguste Mallet (FRA) |

## Liste des coureurs
| BELGIQUE | ITALIE | HOLLANDE |
| - 1 Maurice Desimpelaere (Bel) ab.3° - 2 Roger Desmet (Bel) ab.3° - 3 Albert Dubuisson (Bel) hd.2° - 4 Julius Hamelryckx (Bel) ab.2° - 5 François Neuville (Bel) hd.2° - 6 Stan Ockers (Bel) ab.3° - 7 Albéric Schotte (Bel) ab.1° - 8 Edward Van Dyck (Bel) 15e | - 10 Luigi Casola (Ita) él.3° - 11 Aldo Baito (Ita) 6e - 12 Pierre Brambilla (Ita) 7e - 14 Fermo Camellini (Ita) ab.4° - 15 Salvatore Crippa (Ita) 9e - 18 Eugenio Galliussi (Ita) 35e - 19 Adolfo Leoni (Ita) 16e - 20 Diego Marabelli (Ita) 8e            | - 21 Bernard Franken (Hol) hd.2° - 22 Jefke Janssen (Hol) hd.2° - 23 Cees Joosen (Hol) hd.2° - 24 Jan Lambrichs (Hol) 22e - 25 Frans Pauwels (Hol) hd.2° - 26 Cor Van De Star (Hol) ab.1° - 27 Charles Van De Voorde (Hol) hd.2° - 28 Albert van Schendel (Hol) 29e |
| SUISSE / LUXEMBOURG | FRANCE | ILE DE FRANCE |
| - 33 Gottfried Weilenmann (Sui) ab.4° - 35 Jean Diederich (Lux) ab.1° - 36 Jean Goldschmit (Lux) hd.2° - 38 Marcel Poiré (Lux) hd.2° | - 41 Pierre Cogan (Fra) 11e - 42 Maurice De Muer (Fra) 18e - 43 Maurice Diot (Fra) 26e - 44 Édouard Fachleitner (Fra) ab.3° - 45 Apo Lazaridès (Fra) 1e - 46 Kléber Piot (Fra) ab.5° - 47 Lucien Teisseire (Fra) 4e - 48 René Vietto (Fra) 2e               | - 51 André Brulé (Fra) 30e - 52 André Kergoet (Fra) hd.2° - 54 Lucas Raymond (Fra) ab.4° - 55 Auguste Mallet (Fra) 10e - 56 Roger Prévotal (Fra) ab.1° - 57 Pierre Tacca (Ita) ab.3° - 58 Daniel Thuayre (Fra) 14e - 59 Paul Bouvy (Fra) ab.3°                      |
| BRETAGNE | CENTRE / SUD-OUEST | SUD-EST |
| - 61 Amand Audaire (Fra) él.2° - 62 Jean-Marie Goasmat (Fra) 17e - 63 Albert Goutal (Fra) hd.2° - 64 Sylvère Jezo (Fra) ab.1° - 67 Jean Robic (Fra) 3e - 68 Marcel Tiger (Fra) 21e - 69 Sylvain Hordelalay (Fra) hd.3° - 70 Gabriel Ruozzi (Fra) hd.2°           | - 71 Antoine Bartin (Fra) 33e - 72 Albert Bourlon (Fra) 19e - 73 Albert Dolhats (Fra) 28e - 74 Raphaël Géminiani (Fra) ab.3° - 75 Pierre Mancicidor (Fra) 37e - 76 Philippe Martineau (Fra) 36e - 77 Henri Massal (Fra) 13e - 79 Bernard Gauthier (Fra) 12e | - 81 Émile Baffert (Fra) 24e - 82 Pierre Baratin (Fra) 20e - 83 Francis Fricker (Fra) hd.2° - 84 Pierre Molinéris (Fra) 31e - 85 Antonin Néri (Ita) hd.3° - 87 Émile Rol (Fra) 5e - 88 Amédée Rolland (Fra) ab.3° - 89 Paul Néri (Ita) hd.2°                        |
| NORD-EST | | |
| - 91 Jean de Gribaldy (Fra) 32e - 92 Aimable Denhez (Fra) hd.3° - 95 César Marcelak (Fra) 23e - 96 Édouard Muller (Fra) ab.1° - 97 Alexandre Pawlisiak (Fra) 27e - 98 Paul Rossier (Fra) hd.2° - 99 Charles Coudrain (Fra) 34e - 100 Louis Deprez (Fra) 25e      | | |